# Salvador Miquel
Salvador Miquel   (Barcelona, 1900 - 1983) va ser un col·leccionista català, pioner en l'interès per la «rajola de mostra», procedent dels enderrocs de les cuines i menjadors de les cases de la Barceloneta de mitjan segle xviii i del nucli antic de Barcelona, entre altres procedències.

## Biografia
Va néixer a la Barceloneta, un barri que la revolució industrial havia convertit en una zona cada vegada més poblada que patia unes condicions de vida degradades. Va estudiar ensenyament primari però una vegada acabat hagué de posar-se a treballar a Barcelona fent de sastre, que era l'ofici del pare. Cap al 1922 va començar la seva col·lecció de rajoles.
Durant la Guerra Civil, en un dels bombardeigs a la Barceloneta (novembre del 1937) va ser ensorrada casa seva. Salvador Miquel i la seva família van refugiar-se primer a Olesa de Montserrat, a casa del metge de la família, doctor Mates, i, després a casa de l'avi matern a Arenys de Mar. Els efectes destructius de la Guerra Civil el van portar a descobrir la importància, com a expressió i patrimoni cultural, dels revestiments ceràmics que es manifestaven en un nombre abundant d'habitatges destruïts al seu estimat barri de la Barceloneta.
A la postguerra va començar a recollir rajoles de les runes, va animar altres persones a ajudar-lo i al cap de poc temps, el nombre d'exemplars aplegats ja feia goig a casa seva. Va instaurar el bescanvi, ja que l'oportunitat de repetició era freqüent, i seguint aquest camí va traspassar les fronteres del barri i es va endinsar també a la Barcelona antiga; posteriorment, la seva afició el va portar a visitar brocanters i antiquaris per augmentar les conquestes descobertes.
Acabada la Guerra Civil, la família Miquel va retornar a la Barceloneta per reprendre-hi la vida normal però no va ser possible, ja que el maig de 1939, el Salvador Miquel i el seu pare van ser detinguts, acusats de ser "rojos separatistes". Van ser internats al Cànem del Poblenou (Can Godó) fins al desembre del mateix any. Antoni Miquel va sortir greument malalt del seu captiveri i va morir poc temps després. El seu fill va viure vigilat fins al 1968: de primer, tenia l'obligació de presentar-se a les autoritats cada quinze dies, i, després, una vegada cada mes.

### Rajoloteca
La destrucció causada per la guerra i el procés de reconstrucció dels edificis enderrocats, així com la construcció dels nous van proporcionar a en Salvador Miquel molts materials d'enderroc que contenien rajoles antigues. Els paletes, coneixedors de l'interès d'en Salvador per aquests materials, li portaven senalles de rajoles que ell anava escatant i conservant en caixes de fusta a tots els indrets de casa seva fins que no n'hi van cabre més. El 1971 va poder instal·lar la seva rica col·lecció a un edifici al costat de la casa que tenia a Vallromanes, que va passar a ser coneguda com la Rajoloteca Salvador Miquel, i que va ser ampliada el 1976. Tants anys d'interès van donar com a resultat una col·lecció que supera les 3.100 unitats, les quals, al seu torn, permeten formar una llarga sèrie de composicions i, consegüentment, gaudir de l'enginy i la qualitat dels dissenys.
La valoració social d'aquestes rajoles en general es va iniciar a l'últim terç del segle xix, quan el món del col·leccionisme es va començar a desenvolupar amb una certa amplitud. El reconeixement del valor de la rajola medieval, renaixentista, barroca i tardobarroca va crear un col·leccionisme particular, apassionat, que, d'altra banda, va ser el fonament de contribucions futures als museus de Catalunya.
La tasca modesta i constant de Salvador Miquel va donar com a fruit que un grup de persones del seu entorn interessades en el tema es transformés, l'any 1980, en una associació avui anomenada Associació Catalana de Ceràmica (o en versió completa o anteriorment, Associació Catalana de Ceràmica Decorada i Terrissa), amb seu a Barcelona i que edita un butlletí especialitzat, el Butlletí Informatiu de Ceràmica.